# تیرهاوپتن
تیرهاوپتن (به آلمانی: Thierhaupten) یک شهر در آلمان است که در آوگسبورگ واقع شده‌است.